# Edyta Jasińska
Edyta Jasińska (* 28. November 1986 in Lubań) ist eine ehemalige polnische Radsportlerin, die Rennen auf Bahn und Straße bestritt.

## Sportliche Laufbahn
Seit 2010 gehört Edyta Jasińska zur Stammbesetzung der polnischen Verfolgungsmannschaft. 2012 wurde sie gemeinsam mit Katarzyna Pawłowska und Eugenia Bujak Vize-Europameisterin in der Mannschaftsverfolgung, im Jahr darauf konnte die polnische Mannschaft mit Jasińska, Pawłowska, Bujak und Małgorzata Wojtyra diesen Erfolg wiederholen. Bei den UEC-Bahn-Europameisterschaften 2015 belegte der polnische Frauen-Vierer Platz vier.
2016 wurde Jasińska  für die Teilnahme an den Olympischen Spielen in Rio de Janeiro nominiert, wo sie ebenfalls in der Mannschaftsverfolgung startete, der polnische Vierer aber disqualifiziert wurde. Im Jahr darauf beendete sie ihre sportliche Laufbahn. Später wurde sie wieder im Radsport aktiv, als Pilotin im Paracycling von Angelika Biedrzycka. Bei den UCI-Paracycling-Bahnweltmeisterschaften 2020 errang sie mit der griechischen Mannschaft Silber im Tandemsprint.

## Erfolge

### Bahn
2012
- Europameisterschaft – Mannschaftsverfolgung (mit Katarzyna Pawłowska und Eugenia Bujak)

2013
- Europameisterschaft – Mannschaftsverfolgung (mit Katarzyna Pawłowska, Eugenia Bujak und Małgorzata Wojtyra)

2016
- Polnische Meisterin – Punktefahren, Einerverfolgung, Omnium, Mannschaftsverfolgung (mit Natalia Rutkowska, Karolina Perekitko und Patrycja Dabrowska)

### Straße
2010
- Polnische Meisterin – Paarzeitfahren (mit Małgorzata Ziemińska)

### Paracycling (Bahn)
- Weltmeisterschaft – Tandemsprint (mit Angelika Biedrzycka, Adam Brzozowsk und Kamil Kuczyński)